# Scincus mitranus
Scincus mitranus är en ödleart som beskrevs av  Anderson 1871. Scincus mitranus ingår i släktet Scincus och familjen skinkar. IUCN kategoriserar arten globalt som livskraftig. Inga underarter finns listade i Catalogue of Life.